# 渡村 (鳥取県)
渡村（わたりそん）は、鳥取県日野郡にあった村。現在の日野郡日野町の一部にあたる。

## 地理
日野川の右岸地域に位置していた。
- 山岳：中国山地[3]

## 歴史
- 1889年（明治22年）10月1日、町村制の施行により、日野郡小原村、奥別所村、榎市村、本郷村が合併して村制施行し、渡村が発足[1][2]。旧村名を継承した小原、奥別所、榎市、本郷の4大字を編成[2]。日野郡安井村と組合村を結成した[2]。
- 1891年（明治24年）役場新庁舎落成[2]
- 1913年（大正2年）9月1日、日野郡安井村と合併し日野村を新設して廃止された[1][2]。合併後、日野村大字小原・奥別所・榎市・本郷となる[2]。

### 地名の由来
長谷部信連の配流に従った郎党渡里に関係する。

## 産業
- 農業[3]

## 教育
- 1873年（明治6年）渡村学校開校[2]。1892年（明治25年）渡尋常小学校を大字本郷字横畑才ノ木田に新築開校[2]。1910年（明治43年）校舎を大字本郷字塔ノ峯ノ下モに移築[2]。